# Culubá

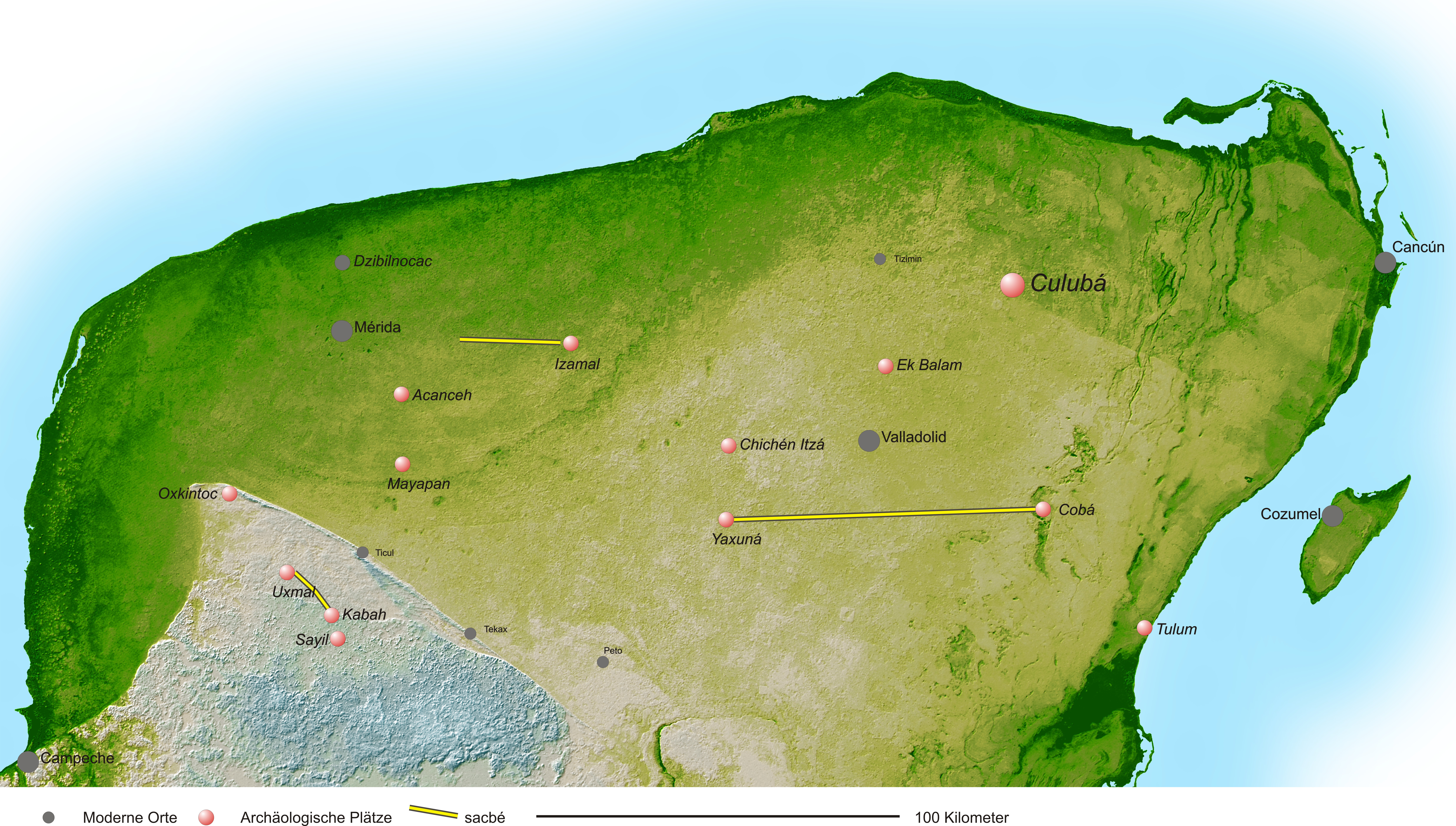
Lage von Culubá im nordöstlichen Yucatán

Culubá ist eine kleine Ruinenstätte der Maya auf der Halbinsel Yucatán im Bundesstaat Yucatán, knapp 32  Kilometer östlich von Tizimín. Die früheste Beschreibung stammt aus dem Jahre 1940, ausführlichere Angaben und Diskussion der Ausstrahlung des Puuc-Stils erst aus 1979. Die Bedeutung von Culubá liegt in der für die Region ungewöhnlich großen Menge an stehenden Bauten, die stilistische Beziehungen zu weit entfernten Gebieten wie Chichén Itzá, Puuc und Chenes erkennen lassen, die bisher noch schwer zu erklären sind. Im Jahre 2000 wurde der Fundort unter Leitung von Alfredo Barrera Rubio kartiert und einzelne Grabungen und Restaurierungen vorgenommen.

## Gruppe B

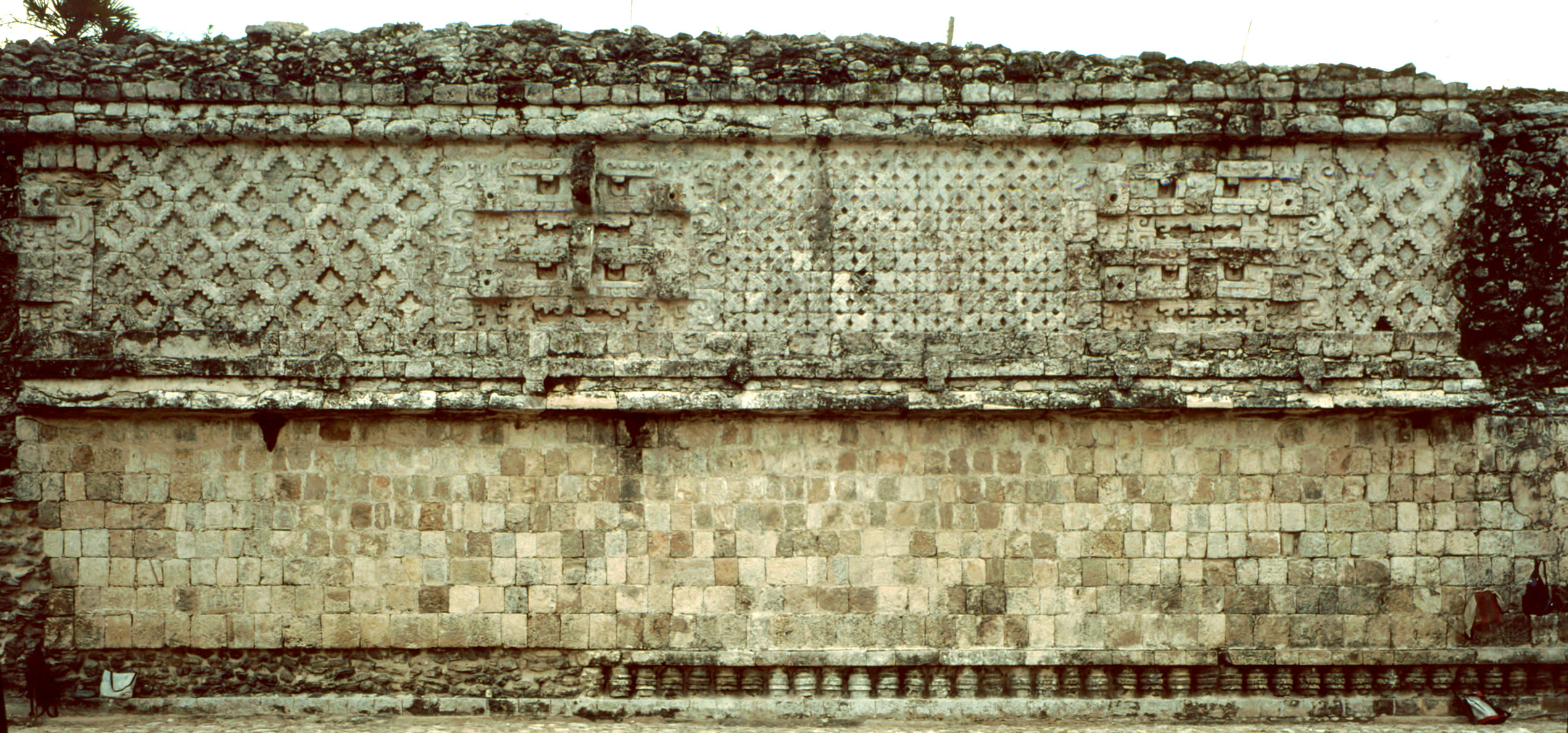
Rückseite des Gebäudes mit Puuc-artiger Fassade

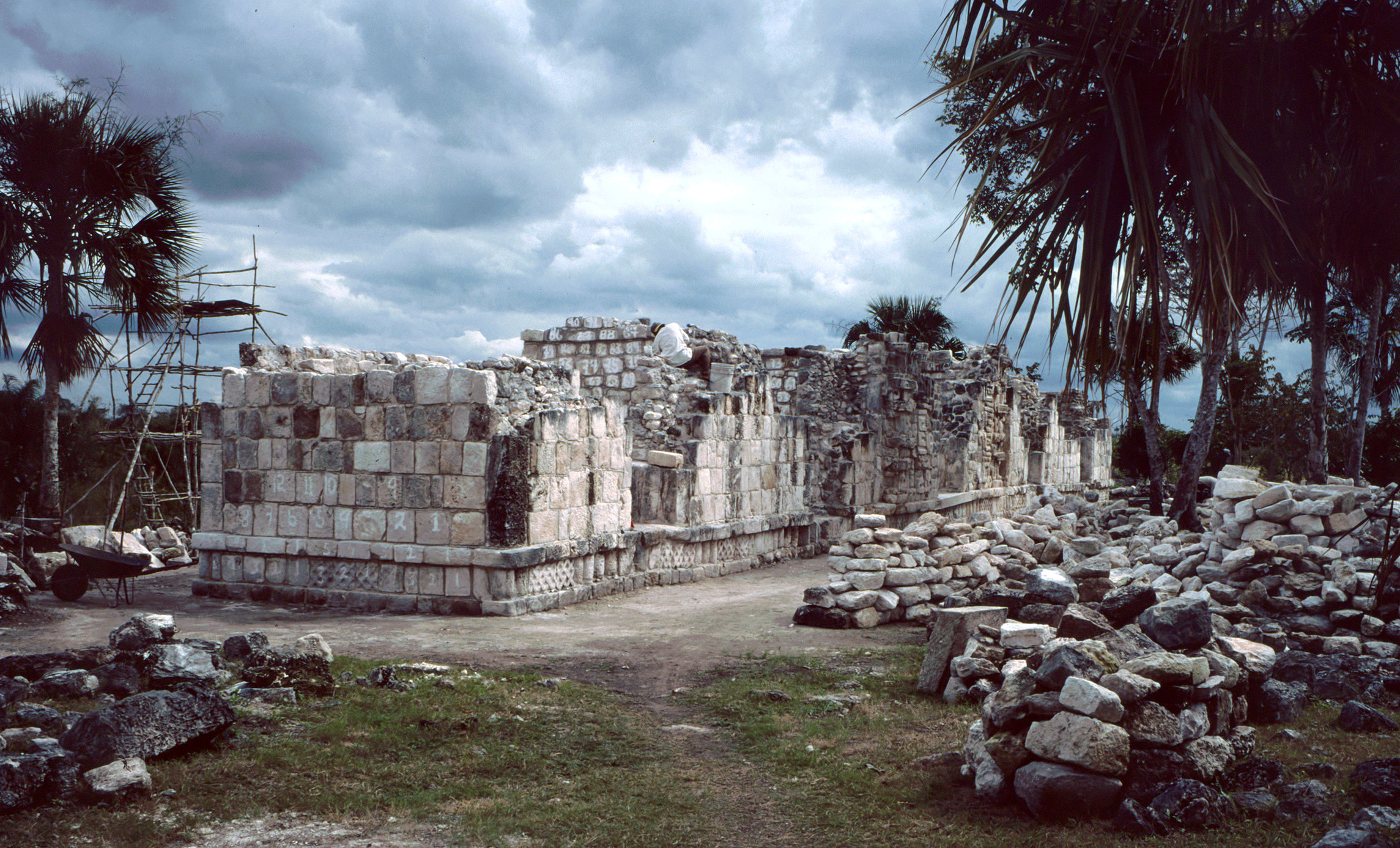
Das Gebäude mit Chenes-artiger Fassade

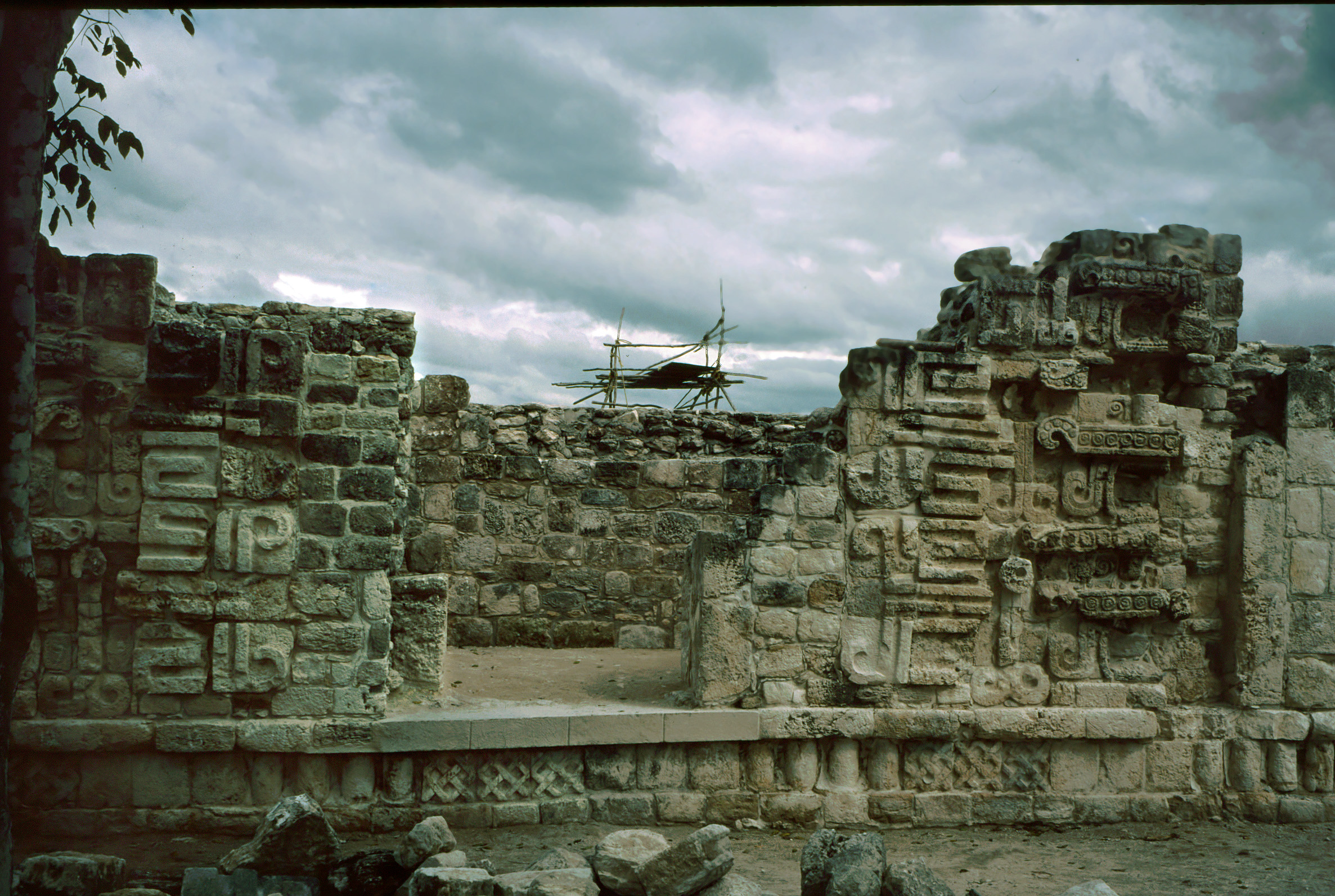
Der Chenes-artige Eingang

Auf einer Plattform steht das sechsräumige Gebäude, dessen teilweise ausgezeichnet erhaltene Rückseite eine Fassadengestaltung aufweist, die viele Elemente des Puuc-Stils vereint, allerdings in einer Form, die sowohl im späten Uxmal-Stil auch in Chichén Itzá anzutreffen ist. Hierfür sind die gekröpften Säulchen des dreigliedrigen Sockels ebenso charakteristisch wie die Kaskaden von Chaac-Masken, die nicht, wie im Puuc-Stil, in Beziehung zu markanten architektonischen Punkten, wie Eingängen und Ecken stehen, und die Gliederung der oberen Wandfläche in Felder mit unterschiedlichem Dekor. Die Südseite des Gebäudes ist stark beschädigt und weist keine erkennbaren Fassadendetails mehr auf.
Im rechten Winkel zu dem beschriebenen Gebäude liegt ein weiteres mit fünf Räumen, von denen der Eingang zum mittleren entfernt an die Schlangenmaul-Portale des Chenes-Stils erinnert. Der dreigliedrige Sockel mit abwechselnden glatten Flächen, Säulchengruppen und Feldern mit schräg gestellten Gittern entspricht dem Säulchenstil des Puuc.

## Gruppe A

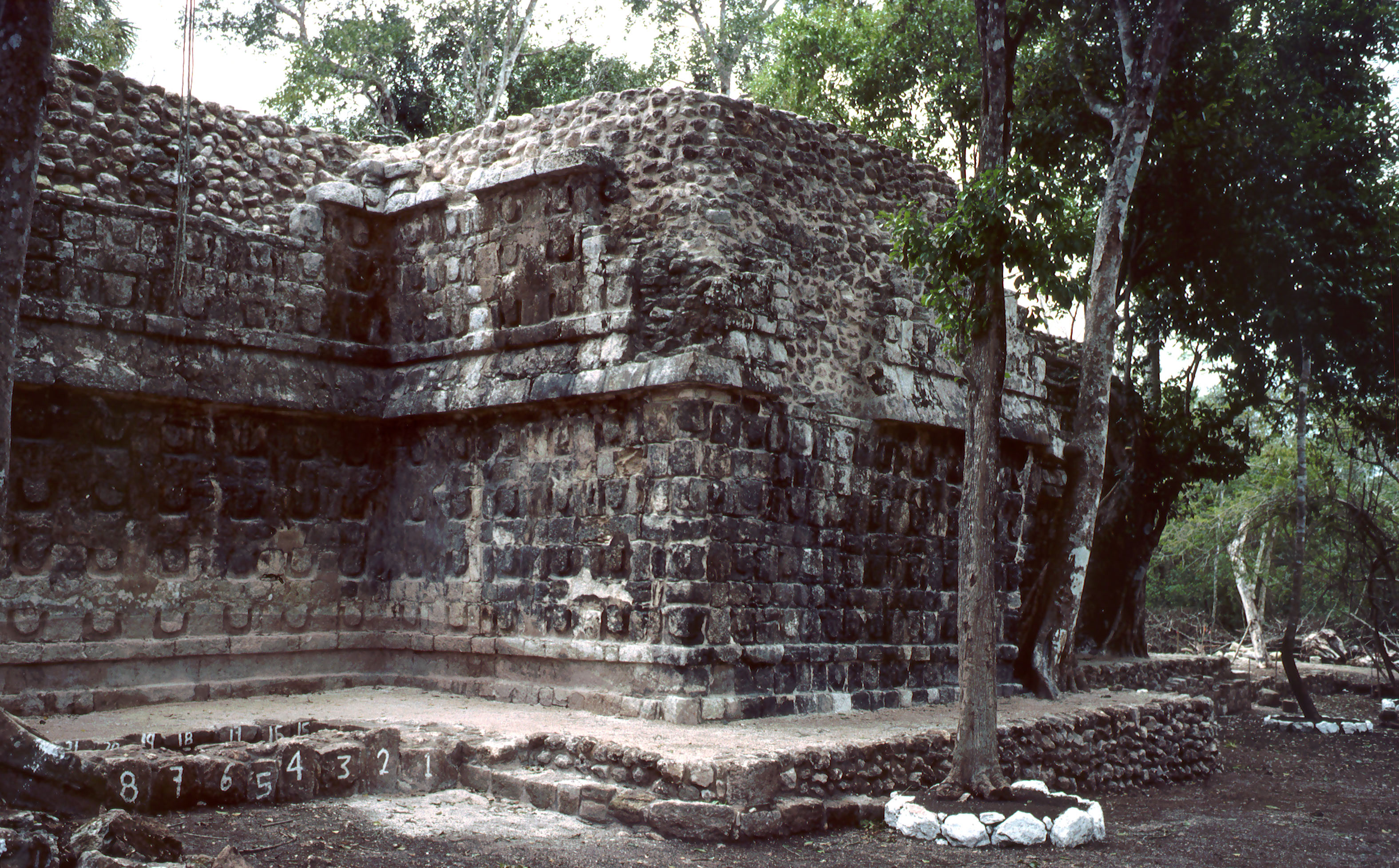
Das Gebäude mit dem hufeisenförmigen Fassadendekor

Das einzige gut erhaltene Bauwerk dieser Gruppe besteht aus fünf Räumen in einer Reihe, wobei hinter dem größeren mittleren Raum ein weiterer angeordnet ist. Dieser Grundriss ist im Chenes-Stil häufig anzutreffen. Der Fassadendekor der gesamten Wandflächen mit Verkleidungssteinen, die ein ungefähr hufeisenförmiges Muster aufweisen, ist atypisch.

## Gruppe C
Die Gruppe wird von Bauten an den Seiten eines nahezu quadratischen Hofes gebildet. Hier finden sich unter anderem zwei Bauten mit U-förmiger Außenmauer und Kolonnaden, die an Ich Paa erinnern.